# Kyle Sonnenburg
Kyle Sonnenburg (* 7. Mai 1986 in Waterloo, Ontario) ist ein deutsch-kanadischer Eishockeyspieler, der zuletzt bis Juni 2023 beim EHC Freiburg aus der DEL2 unter Vertrag gestanden hat.

## Karriere
Sonnenburg begann seine Karriere bei den Belleville Bulls, für die zwischen 2002 und 2005 in der kanadischen Juniorenliga Ontario Hockey League auf dem Eis stand und anschließend innerhalb der Liga zu den Brampton Battalion wechselte. Dort trat er in den Spielzeiten 2005/06 und 2006/07 erstmals auch durch Offensivspiel in Erscheinung und markierte 23 bzw. 41 Scorerpunkte. Ab 2007 spielte der Verteidiger für die Universitätsmannschaft der University of Waterloo in der Canadian Interuniversity Sport und wurde 2010 und 2011 als Verteidiger des Jahres in der West Division ausgezeichnet.
Im Sommer 2011 entschied sich Sonnenburg für einen Wechsel nach Europa und unterschrieb zunächst einen Probevertrag (try-out) bei den Krefeld Pinguinen aus der Deutschen Eishockey Liga. Dort konnte sich der Linksschütze in der Saisonvorbereitung empfehlen und erhielt wegen seiner ausgewanderten Vorfahren die deutsche Staatsbürgerschaft, sodass er im September 2011 fest verpflichtet wurde und in der DEL fortan nicht mehr unter das Ausländerkontingent fiel. Aufgrund der verletzungsbedingt angespannten Personalsituation bei den Seidenstädtern wurde der Deutsch-Kanadier zunächst im Sturm eingesetzt, ehe er sich Anfang 2012 ebenfalls verletzte und bis Saisonende ausfiel. Im April 2012 erhielt er eine einjährige Vertragsverlängerung und absolvierte in der folgenden Saison 2012/13 insgesamt 51 Partien, in denen er acht Scorerpunkte sammelte und dabei den defensiveren Part in der Verteidigerpaarung mit Josh Meyers ausfüllte. In der Spielzeit 2013/14 bestritt Sonnenburg zunächst 24 Spiele für die Pinguine, bevor er sich im Dezember 2013 im Spiel gegen die Hamburg Freezers bei einem Faustkampf mit David Wolf eine Gehirnerschütterung zuzog und abermals eine frühzeitiges Saisonaus hinnehmen musste. Im folgenden Jahr konnte sich der Verteidiger endgültig in der Hintermannschaft der Krefelder etablieren und entwickelte sich zu einem soliden Leistungsträger, woraufhin sein Kontrakt im März 2015 um zwei weitere Jahre verlängert wurde.
Nach sechs Jahren in Krefeld verließ er den Verein nach der Saison 2016/17 und wechselte innerhalb der DEL zu den Schwenninger Wild Wings, bei denen er bis zum Ende der Saison 2018/19 unter Vertrag stand. Nach Ende der Saison war er vereinslos. Nach dem zweiten Spieltag in der DEL-Saison 2019/20 gaben die Schwenninger Wild Wings bekannt, dass er zur Mannschaft zurückkehren wird. Er wurde zunächst mit einem Try-Out Vertrag ausgestattet.
Zur Saison 2020/21 wechselt er zu den Löwen Frankfurt in die DEL2, wo er den verletzten Max Faber ersetzte. Mit den Löwen gewann er 2022 die DEL2-Meisterschaft und verließ den Verein anschließend in Richtung EHC Freiburg. Dort verbrachte er eine Saison.

## Erfolge und Auszeichnungen
- 2022 DEL2-Meister und Aufstieg in die DEL mit den Löwen Frankfurt